# Dzaoudzi
Dzaoudzi is een plaats en een gemeente behorend tot het Franse overzeese departement Mayotte. De plaats ligt op het eiland Petite-Terre, nabij het grotere eiland Grande-Terre. 
Dit was tot 1977 de hoofdstad van Mayotte; daarna werd Mamoudzou, op het hoofdeiland Grande-Terre, de hoofdstad.

## Geboren
- Toifilou Maoulida (1979), Frans voetballer

## Galerij

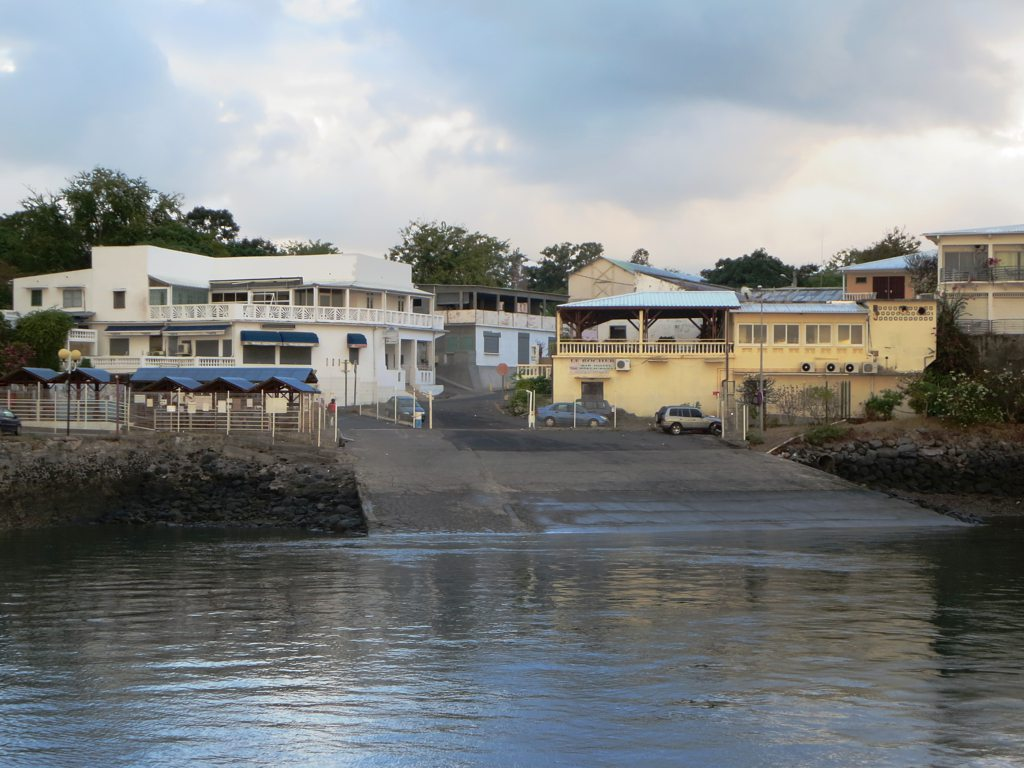
Dzaoudzi vanaf de zee
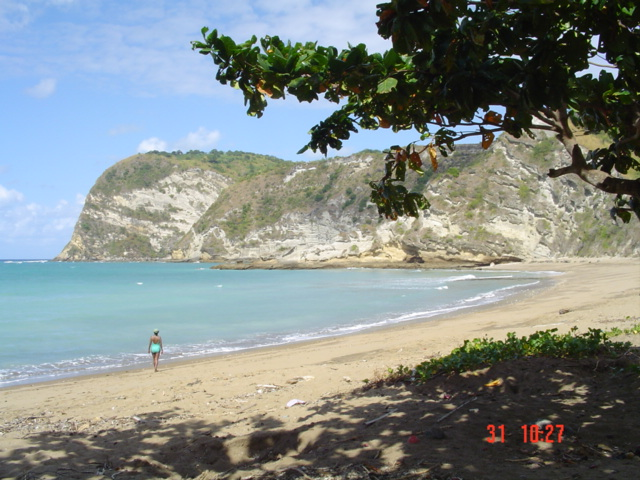
Strand Moya
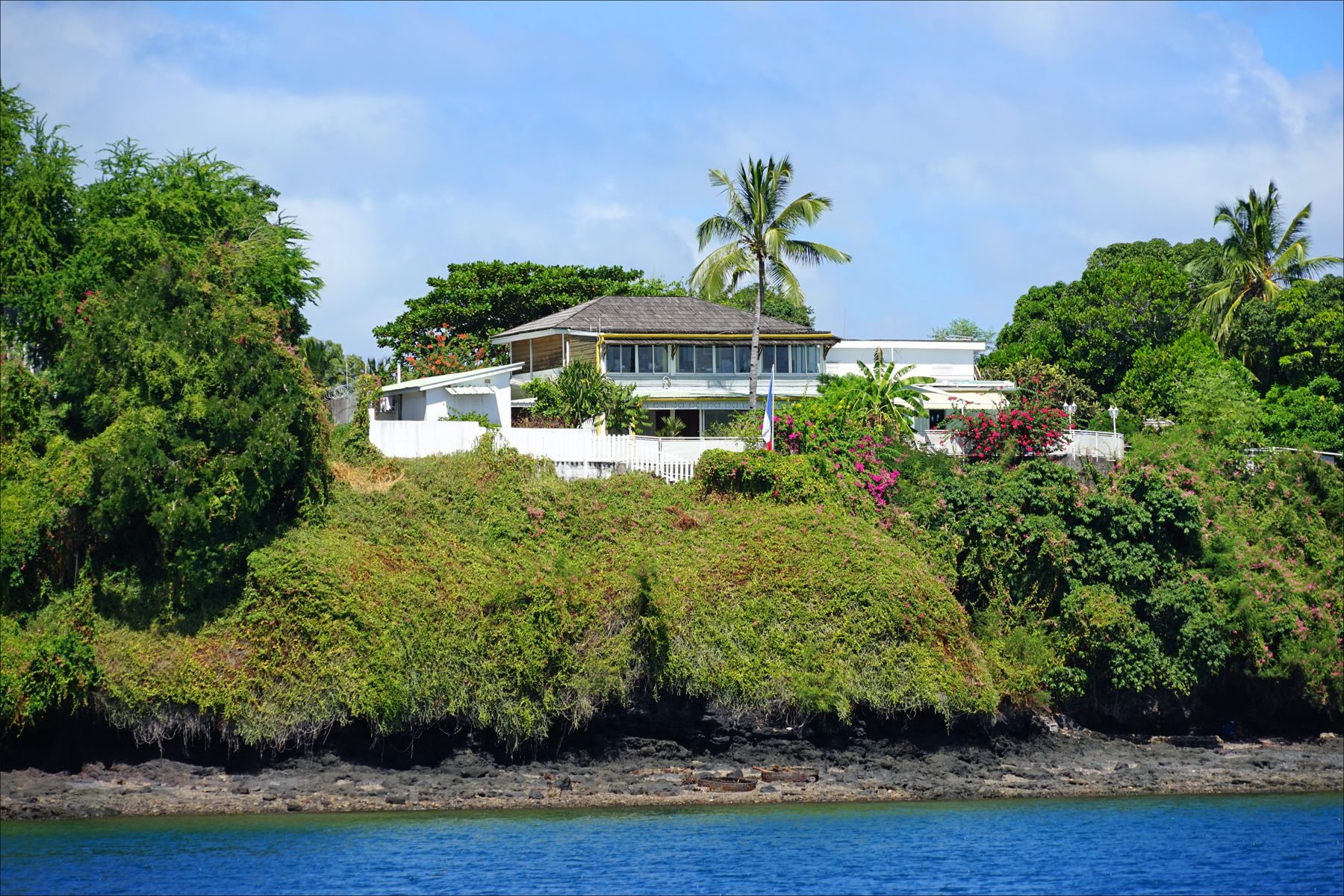
Receptiegebouw van de Prefectuur

- Gemeinsame Normdatei: 7572306-2
- Virtual International Authority File: 233916210